# Republica Moldova la Jocurile Olimpice de vară din 2020
Republica Moldova a participat la Jocurile Olimpice de vară din 2020 care au avut loc la Tokyo, Japonia, în perioada 23 iulie-8 august 2021. Jocurile au fost amânate din cauza pandemiei COVID-19.

## Participanți
Delegația a cuprins 20 de sportivi.
| Sport        | Bărbați | Femei | Total |
| ------------ | ------- | ----- | ----- |
| Atletism     | 2       | 4     | 6     |
| Caiac canoe  | 1       | 2     | 3     |
| Haltere      | 1       | 1     | 1     |
| Judo         | 2       | 0     | 2     |
| Lupte        | 1       | 1     | 2     |
| Natație      | 1       | 1     | 1     |
| Tir          | 0       | 1     | 1     |
| Tir cu arcul | 1       | 1     | 2     |
| Total        | 9       | 11    | 20    |

## Medalii
| Medalie | Sportiv            | Sport   | Probă      | Dată     |
| ------- | ------------------ | ------- | ---------- | -------- |
| Bronz   | Serghei Tarnovschi | Canotaj | C-1 1000 m | 7 august |

## Atletism
Probe pe drum și traseu
| Atlet            | Probă           | Finală   | Finală |
| Atlet            | Probă           | Rezultat | Loc    |
| ---------------- | --------------- | -------- | ------ |
| Lilia Fisikovici | Maraton feminin | 2:39:59  | 54     |

Probe pe teren
| Atlet               | Probă                         | Calificare | Calificare | Finală       | Finală       |
| Atlet               | Probă                         | Distanță   | Loc        | Distanță     | Loc          |
| ------------------- | ----------------------------- | ---------- | ---------- | ------------ | ------------ |
| Andrian Mardare     | Aruncarea suliței masculin    | 82,70      | 10         | 83,30        | 7            |
| Serghei Marghiev    | Aruncarea ciocanului masculin | 75,94      | 10         | 75,24        | 12           |
| Alexandra Emilianov | Aruncarea discului feminin    | 54,57      | 30         | Nu a avansat | Nu a avansat |
| Zalina Petrivskaia  | Aruncarea ciocanului feminin  | 69,29      | 17         | Nu a avansat | Nu a avansat |
| Dimitriana Bezede   | Aruncarea greutății feminin   | 16,55      | 28         | Nu a avansat | Nu a avansat |

## Caiac canoe

### Sprint
| Sportiv                     | Probă               | Serie    | Serie | Sferturi de finală             | Sferturi de finală             | Semifinale   | Semifinale   | Finală       | Finală       |
| Sportiv                     | Probă               | Timp     | Loc   | Timp                           | Loc                            | Timp         | Loc          | Timp         | Loc          |
| --------------------------- | ------------------- | -------- | ----- | ------------------------------ | ------------------------------ | ------------ | ------------ | ------------ | ------------ |
| Serghei Tarnovschi          | C-1 1000 m masculin | 4:02,794 | 1     | Calificat direct în semifinale | Calificat direct în semifinale | 4:06,635     | 1 FA         | 4:06,069     | 3            |
| Daniela Cociu               | C-1 200 m feminin   | 48,338   | 3     | 48,594                         | 6                              | Nu a avansat | Nu a avansat | Nu a avansat | Nu a avansat |
| Maria Olărașu               | C-1 200 m feminin   | 50,607   | 7     | 49,002                         | 7                              | Nu a avansat | Nu a avansat | Nu a avansat | Nu a avansat |
| Daniela Cociu Maria Olărașu | C-2 500 m feminin   | 2:06,070 | 4     | 2:03,434                       | 2                              | 2:05,910     | 4 FA         | 2:01,750     | 7            |

Legendă calificare: FA = Calificarea la finală (medalie); FB = Calificarea la finala B (fără medalie)

## Haltere
| Sportiv      | Probă           | Smuls    | Smuls | Aruncat  | Aruncat | Total | Loc |
| Sportiv      | Probă           | Rezultat | Loc   | Rezultat | Loc     | Total | Loc |
| ------------ | --------------- | -------- | ----- | -------- | ------- | ----- | --- |
| Marin Robu   | -73 kg masculin | 155      | 3     | 175      | 10      | 330   | 8   |
| Elena Cîlcic | −87 kg feminin  | 105      | 8     | 135      | 7       | 240   | 8   |

## Judo
| Sportiv       | Categorie       | Primul tur              | Al doilea tur         | Optimi            | Sfert de finală   | Semifinală        | Recalificări      | Finală / FM       | Finală / FM  |
| Sportiv       | Categorie       | Adversar Rezultat       | Adversar Rezultat     | Adversar Rezultat | Adversar Rezultat | Adversar Rezultat | Adversar Rezultat | Adversar Rezultat | Loc          |
| ------------- | --------------- | ----------------------- | --------------------- | ----------------- | ----------------- | ----------------- | ----------------- | ----------------- | ------------ |
| Denis Vieru   | −66 kg masculin | Nurillaev (UZB) C 10–00 | Cargnin (BRA) P 00–01 | Nu a avansat      | Nu a avansat      | Nu a avansat      | Nu a avansat      | Nu a avansat      | Nu a avansat |
| Victor Sterpu | −73 kg masculin | Estrada (CUB) C 10–00   | Butbul (ISR) P 00–10  | Nu a avansat      | Nu a avansat      | Nu a avansat      | Nu a avansat      | Nu a avansat      | Nu a avansat |

## Lupte
Masculin stil greco-roman
| Sportiv        | Categorie | Primul tur           | Sferturi de finală           | Semifinală          | Recalificări      | Finală / FM           | Finală / FM |
| Sportiv        | Categorie | Adversar Rezultat    | Adversar Rezultat            | Adversar Rezultat   | Adversar Rezultat | Adversar Rezultat     | Loc         |
| -------------- | --------- | -------------------- | ---------------------------- | ------------------- | ----------------- | --------------------- | ----------- |
| Victor Ciobanu | −60 kg    | Kamal (TUR) C 4–0 ST | Sharshenbekov (KGZ) C 4–0 ST | Orta (CUB) P 0–4 ST | Bye               | Emelin (COR) P 1–4 SP | 5           |

Feminin stil liber
| Sportiv           | Categorie | Primul tur              | Sferturi de finală   | Semifinală        | Recalificări      | Finală / FM       | Finală / FM |
| Sportiv           | Categorie | Adversar Rezultat       | Adversar Rezultat    | Adversar Rezultat | Adversar Rezultat | Adversar Rezultat | Loc         |
| ----------------- | --------- | ----------------------- | -------------------- | ----------------- | ----------------- | ----------------- | ----------- |
| Anastasia Nichita | −57 kg    | Adekuoroye (NGR) C 2F–8 | Nikolova (BUL) P 3–6 | Nu a avansat      | Nu a avansat      | Nu a avansat      | 7           |

## Natație
| Sportiv          | Probă                  | Calificări | Calificări | Semifinale   | Semifinale   | Finală       | Finală       |
| Sportiv          | Probă                  | Timp       | Loc        | Timp         | Loc          | Timp         | Loc          |
| ---------------- | ---------------------- | ---------- | ---------- | ------------ | ------------ | ------------ | ------------ |
| Alexei Sancov    | 200 m liber masculin   | 1:47,46    | 26         | Nu a avansat | Nu a avansat | Nu a avansat | Nu a avansat |
| Alexei Sancov    | 200 m fluture masculin | 1:57,55    | 26         | Nu a avansat | Nu a avansat | Nu a avansat | Nu a avansat |
| Tatiana Salcuțan | 100 m spate feminin    | 1:01,59    | 28         | Nu a avansat | Nu a avansat | Nu a avansat | Nu a avansat |
| Tatiana Salcuțan | 200 m spate feminin    | 2:09,98    | 11 C       | 2:10,09      | 11           | Nu a avansat | Nu a avansat |

## Tir

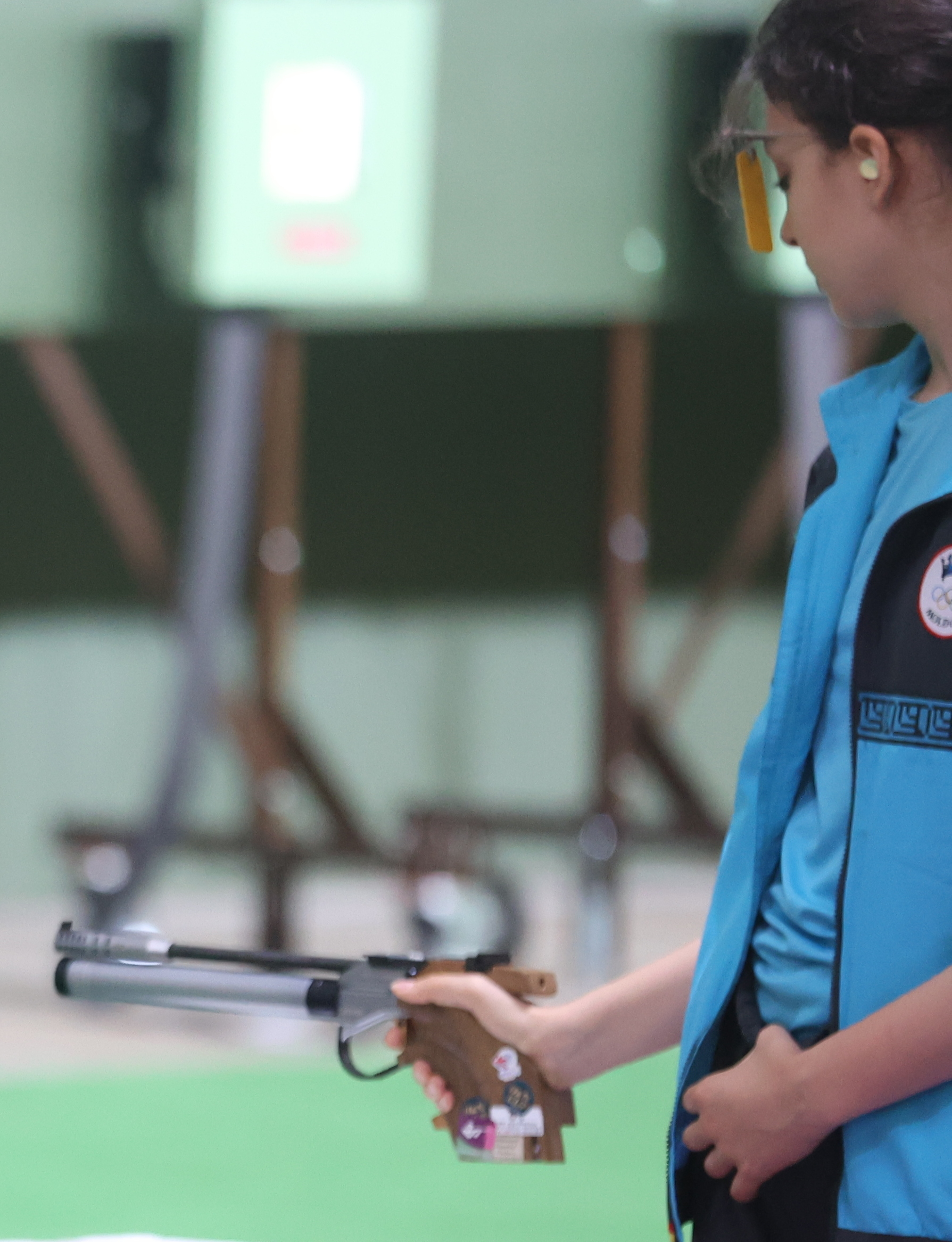
Anna Dulce

| Sportiv    | Probă                               | Calificări | Calificări | Finală       | Finală       |
| Sportiv    | Probă                               | Puncte     | Loc        | Puncte       | Loc          |
| ---------- | ----------------------------------- | ---------- | ---------- | ------------ | ------------ |
| Anna Dulce | pistol cu aer comprimat 10m feminin | 557        | 48         | Nu a avansat | Nu a avansat |

## Tir cu arcul
| Sportiv                   | Proba               | Runda de clasament | Runda de clasament | Runda 1            | Runda 2           | Runda 3           | Sferturi          | Semifinale        | Finala / MMB      | Finala / MMB  |
| Sportiv                   | Proba               | Rezultat           | Locul              | Adversar Rezultat  | Adversar Rezultat | Adversar Rezultat | Adversar Rezultat | Adversar Rezultat | Adversar Rezultat | Loc           |
| ------------------------- | ------------------- | ------------------ | ------------------ | ------------------ | ----------------- | ----------------- | ----------------- | ----------------- | ----------------- | ------------- |
| Dan Olaru                 | Individual masculin | 648                | 49                 | Duenas (CAN) P 0–6 | Nu a avansat      | Nu a avansat      | Nu a avansat      | Nu a avansat      | Nu a avansat      | Nu a avansat  |
| Alexandra Mîrca           | Individual feminin  | 627                | 51                 | Yang (CHN) P 0–6   | Nu a avansat      | Nu a avansat      | Nu a avansat      | Nu a avansat      | Nu a avansat      | Nu a avansat  |
| Dan Olaru Alexandra Mîrca | Echipe mixt         | 1275               | 22                 | N/A                | N/A               | Nu au avansat     | Nu au avansat     | Nu au avansat     | Nu au avansat     | Nu au avansat |

## Legături externe
Materiale media legate de Republica Moldova la Jocurile Olimpice de vară din 2020 la Wikimedia Commons
- Echipa olimpică a Republicii Moldova la Comitetul Național Olimpic și Sportiv din Republica Moldova
- en  Republic of Moldova at the 2020 Summer Olympics la Olympedia.org
- en  Schedule - Team Republic of Moldova Arhivat în 1 august 2021, la Wayback Machine.